# Paragoneplax serenei
Paragoneplax serenei is een krabbensoort uit de familie van de Goneplacidae. De wetenschappelijke naam van de soort is voor het eerst geldig gepubliceerd in 1972 door Zarenkov.